# عقروت (المهرة)

تعديل مصدري - تعديل

عقروت هي إحدى قرى مديرية منعر التابعة لمحافظة المهرة، بلغ تعداد سكانها 20 نسمة حسب تعداد اليمن لعام 2004.